# Kölzin
Kölzin è una frazione del comune di Gützkow del Meclemburgo-Pomerania Anteriore, in Germania.
Già comune autonomo, a partire dal 25 maggio 2014 è stato incorporato al comune di Gützkow.